# Promachus acuminatus
Promachus acuminatus là một loài ruồi trong họ Asilidae. Promachus acuminatus được Hobby miêu tả năm 1936. Loài này phân bố ở vùng nhiệt đới châu Phi.